# Bahnstrecke Fröttstädt–Georgenthal
| |                      |                                         |                                         |
| Streckennummer: | 6702                 |                                         |                                         |
| Kursbuchstrecke (DB): | 606                  |                                         |                                         |
| Kursbuchstrecke: | 160c (1934)          |                                         |                                         |
| Streckenlänge: | 18,8 km              |                                         |                                         |
| Spurweite: | 1435 mm (Normalspur) |                                         |                                         |
| Streckengeschwindigkeit: | 50 km/h              |                                         |                                         |
| |                      |                                         |                                         |
| \| \| \| von Bebra \| \| \| \| 0,050 \| Fröttstädt (Keilbahnhof) \| Fröttstädt (Keilbahnhof) \| \| \| \| nach Halle (Saale) Hbf \| \| \| \| 0,844 \| Hörselgau \| Hörselgau \| \| \| 3,569 \| Waltershausen \| Waltershausen \| \| \| \| Thüringerwaldbahn \| \| \| \| 6,129 \| Waltershausen Schnepfenthal (zuvor Bf) \| Waltershausen Schnepfenthal (zuvor Bf) \| \| \| 8,767 \| Reinhardsbrunn-Friedrichroda (zuvor Bf) \| Reinhardsbrunn-Friedrichroda (zuvor Bf) \| \| \| \| Friedrichrodaer Tunnel (279 m) \| \| \| \| 9,884 \| Friedrichroda (zuvor Bf) \| Friedrichroda (zuvor Bf) \| \| \| 12,50 \| Schweizerhof \| Schweizerhof \| \| \| \| Schilfwasser \| \| \| \| 14,24 \| Schönau-Ernstroda \| Schönau-Ernstroda \| \| \| \| von Gotha \| \| \| \| 18,84 \| Georgenthal (Thür) \| Georgenthal (Thür) \| \| \| \| nach Tambach-Dietharz \| \| \| \| \| nach Gräfenroda \| \| |                      |                                         |                                         |
| Strecke |                      | von Bebra                               | von Bebra                               |
| Bahnhof | 0,050                | Fröttstädt (Keilbahnhof)                | Fröttstädt (Keilbahnhof)                |
| Abzweig geradeaus und nach links |                      | nach Halle (Saale) Hbf                  | nach Halle (Saale) Hbf                  |
| Haltepunkt / Haltestelle | 0,844                | Hörselgau                               | Hörselgau                               |
| Bahnhof | 3,569                | Waltershausen                           | Waltershausen                           |
| Kreuzung mit U-Bahn geradeaus unten |                      | Thüringerwaldbahn                       | Thüringerwaldbahn                       |
| Haltepunkt / Haltestelle | 6,129                | Waltershausen Schnepfenthal (zuvor Bf)  | Waltershausen Schnepfenthal (zuvor Bf)  |
| Haltepunkt / Haltestelle | 8,767                | Reinhardsbrunn-Friedrichroda (zuvor Bf) | Reinhardsbrunn-Friedrichroda (zuvor Bf) |
| Tunnel |                      | Friedrichrodaer Tunnel (279 m)          | Friedrichrodaer Tunnel (279 m)          |
| Haltepunkt / Haltestelle Strecke ab hier außer Betrieb | 9,884                | Friedrichroda (zuvor Bf)                | Friedrichroda (zuvor Bf)                |
| Haltepunkt / Haltestelle (Strecke außer Betrieb) | 12,50                | Schweizerhof                            | Schweizerhof                            |
| Brücke über Wasserlauf (Strecke außer Betrieb) |                      | Schilfwasser                            | Schilfwasser                            |
| Bahnhof (Strecke außer Betrieb) | 14,24                | Schönau-Ernstroda                       | Schönau-Ernstroda                       |
| Abzweig geradeaus und von links (Strecke außer Betrieb) |                      | von Gotha                               | von Gotha                               |
| Bahnhof (Strecke außer Betrieb) | 18,84                | Georgenthal (Thür)                      | Georgenthal (Thür)                      |
| Abzweig geradeaus und nach rechts (Strecke außer Betrieb) |                      | nach Tambach-Dietharz                   | nach Tambach-Dietharz                   |
| Strecke (außer Betrieb) |                      | nach Gräfenroda                         | nach Gräfenroda                         |

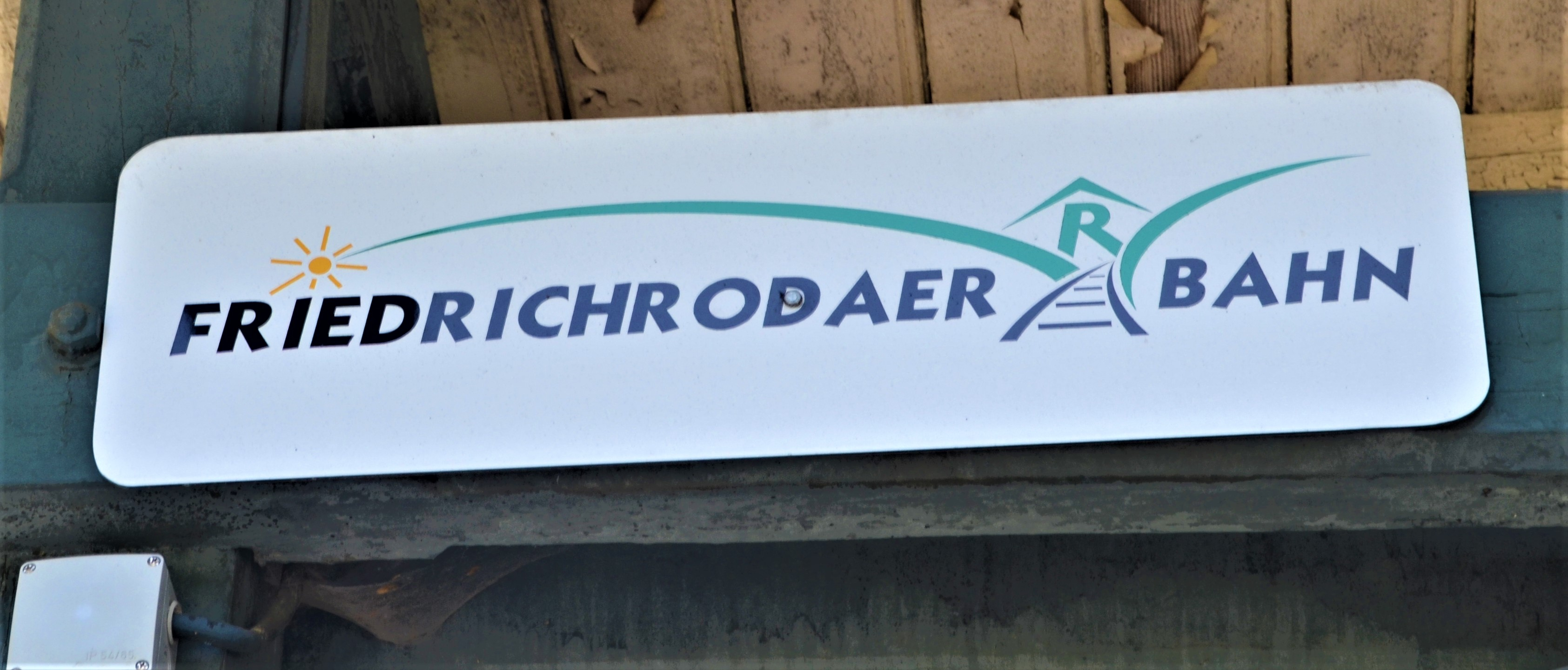
Die Strecke wird auch als Friedrichrodaer Bahn durch die STB vermarktet

Die Bahnstrecke Fröttstädt–Georgenthal, auch bekannt als Waldsaumbahn oder Friedrichrodaer Bahn, ist eine Nebenbahn in Thüringen. Die heute nur noch teilweise in Betrieb befindliche Strecke verlief ursprünglich von Fröttstädt über Friedrichroda bis nach Georgenthal.

## Geschichte
Eröffnet wurde die Bahnstrecke am 28. Mai 1848 als Stichbahn der Thüringer Bahn nach Waltershausen. Sie ist somit die älteste Nebenbahn in Thüringen. Die Verlängerung nach Friedrichroda wurde dann am 2. Juli 1876 eröffnet. Am 1. November 1896 wurde der weitere Streckenteil von Friedrichroda zur Ohratalbahn nach Georgenthal eröffnet, der jedoch bereits am 2. November 1947 als Reparationsleistung für die Sowjetunion wieder stillgelegt und abgebaut wurde.
Schon mehrfach wurde von der Nahverkehrsservicegesellschaft Thüringen (NVS) aufgrund zu geringer Fahrgastzahlen (in direkter Nähe verläuft die Thüringerwaldbahn nach Gotha) die Abbestellung des Schienenpersonennahverkehrs auf der Gesamtstrecke in Erwägung gezogen.
Seit Ende 2017 wird der Verkehr auf der Strecke von der Süd-Thüringen-Bahn (STB) betrieben, nachdem der Vertrag mit DB Regio zur Bedienung der Strecke endete. Der Betrieb wurde gemeinsam mit anderen Strecken als Dieselnetz Südthüringen ausgeschrieben.
Die Strecke Fröttstädt–Friedrichroda ist die Bahnstrecke in Thüringen, die am meisten von Zugausfällen betroffen ist. Dabei sind im Jahr 2022 54 % aller Fahrten wegen Personalmangel bei DB Netz ausgefallen.
Zur Fahrplanstabilisierung der Bahnlinie wurde das Stellwerk in Waltershausen bis November 2023 aufgelassen – nachdem der Bahnhof mit Rückfallweichen ausgestattet wurde – und dem Zugleiter von Schmalkalden die Betriebsführung übergeben wurde, sodass die Besetzung von Waltershausen entfallen konnte.

## Streckenbeschreibung

### Betriebsstellen
Fröttstädt
Am Bahnhof Fröttstädt steht das Empfangsgebäude zurzeit leer. Teile der Bahnhofsanlage wurden mit dem Anschluss an das ESTW zurückgebaut.
Hörselgau
Der Haltepunkt wurde im Zusammenhang mit dem benachbarten Gewerbegebiet angelegt. Er ist lediglich Bedarfshalt.
Waltershausen

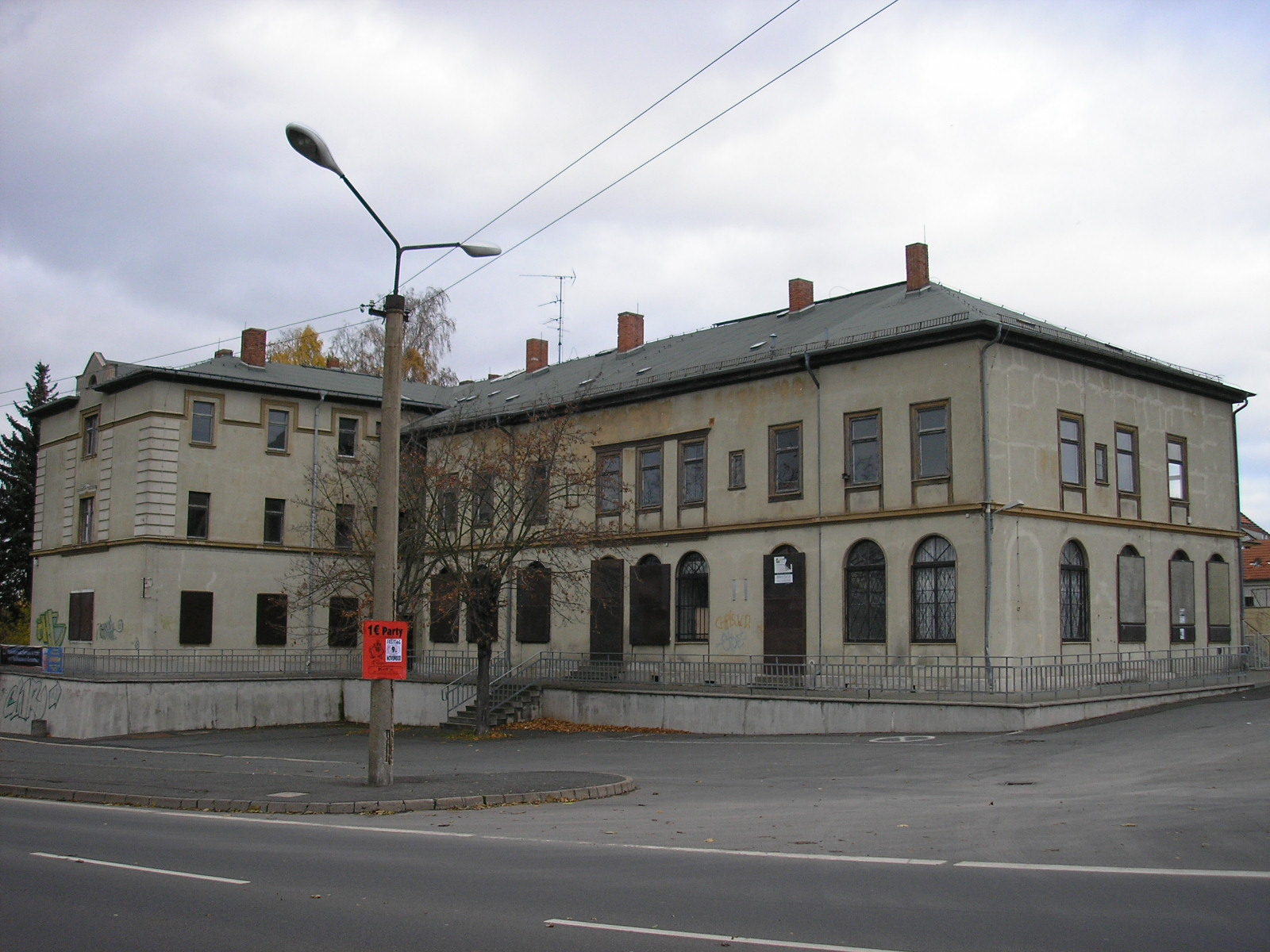
Bahnhof Waltershausen 2007, abgebrochen 2017

Im Bahnhof Waltershausen werden aufgrund begrenzter Signalisierungsmöglichkeiten durch Hauptsignale noch beide in Betrieb stehenden Bahnhofsgleise genutzt, da sich Ausfahrsignale jeweils nur an einem Bahnsteig befinden. Zugkreuzungen finden planmäßig nicht mehr statt. Der Bahnhof ist als einziger der Strecke mit einem Fahrdienstleiter besetzt, welcher zugleich den Fahrdienst im Zugleitbetrieb zwischen Waltershausen und Friedrichroda regelt. Das verfallene Hauptgebäude des Bahnhofs wurde im September 2017 abgebrochen, um auf der Fläche eine Verknüpfungsstelle zum Busverkehr und P+R-Plätze zu bauen.
Waltershausen-Schnepfenthal
Das vormalige Empfangsgebäude wurde zurückgebaut und durch ein Wartehäuschen ersetzt.
Reinhardsbrunn-Friedrichroda

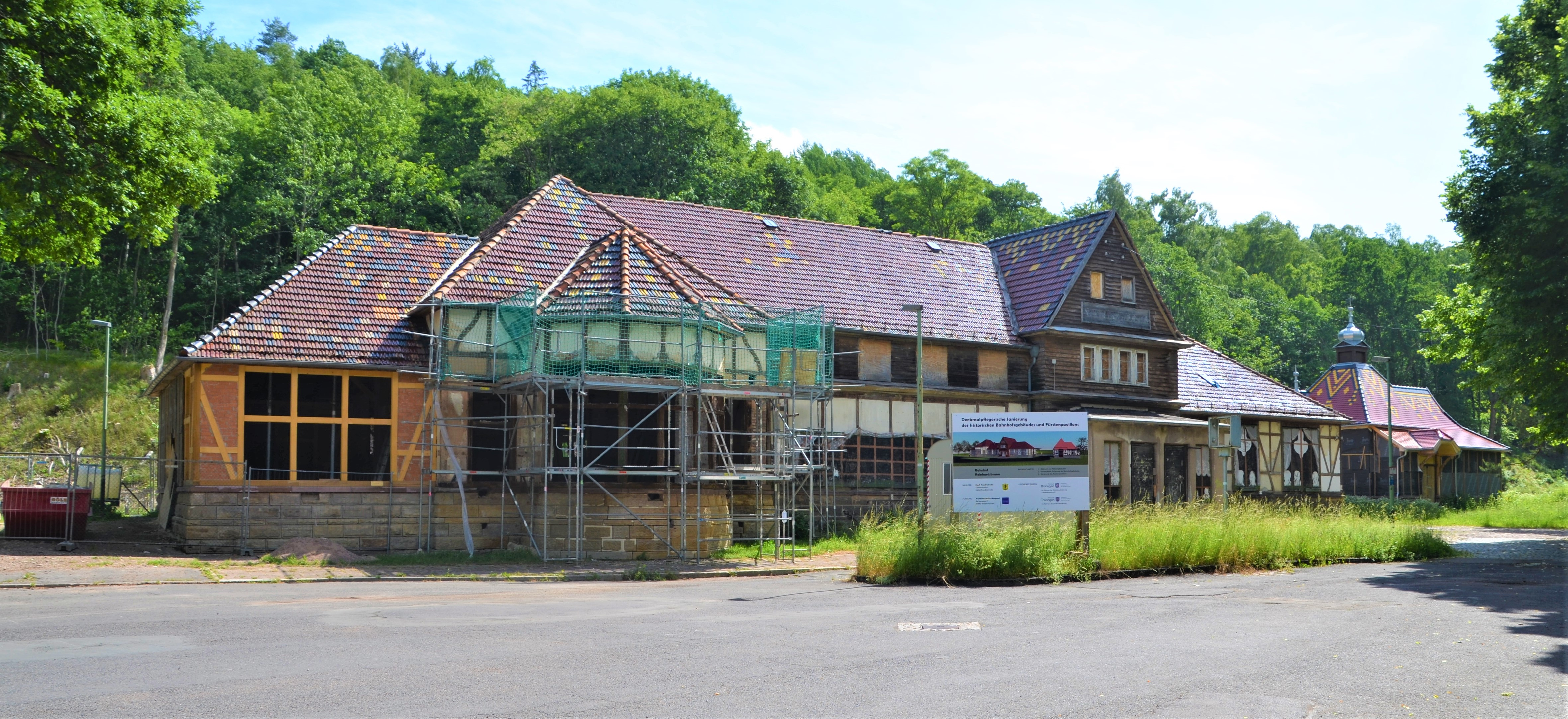
Bahnhof Reinhardsbrunn-Friedrichroda (2021)

Das Bahnhofsensemble ist denkmalgeschützt. Am 3. Juni 2015 hat die Stadt Friedrichroda den Bahnhof von der Bahn AG für 2.500 € ersteigert, um ihn zu erhalten und einer passenden Nutzung zuzuführen. Im September 2017 ließ sie nicht erhaltenswerte Anbauten und Nebengebäude abreißen. Das Bahnhofsensemble galt wegen des reizvollen Empfangsgebäudes im Thüringer Fachwerkstil sowie des einzigartigen Fürstenpavillons mit seinen Bleiglasfenstern als eine der schönsten Anlagen in Thüringen. Die Regionalzüge halten aktuell nur bei Bedarf.
Friedrichroda
Nach Einstellung des Güterverkehrs ist der aktuelle Endbahnhof Friedrichroda verfallen. Die umfangreichen stillgelegten Güter-Gleisanlagen und das heute überdimensioniert wirkende Empfangsgebäude mit großem Güterschuppen zeugen von einstiger Bedeutung der Strecke sowie dieses Bahnhofs. Während sich in einem Teil dieses Empfangsgebäudes zeitweise ein Jugendclub befand, ist der restliche Teil dem Verfall preisgegeben. Im Jahr 2022 wurden die Reste des Empfangsgebäudes komplett abgerissen.
Schönau-Ernstroda
Das Bahnhofsgebäude wird als Einfamilienhaus genutzt.

## Fahrzeugeinsatz

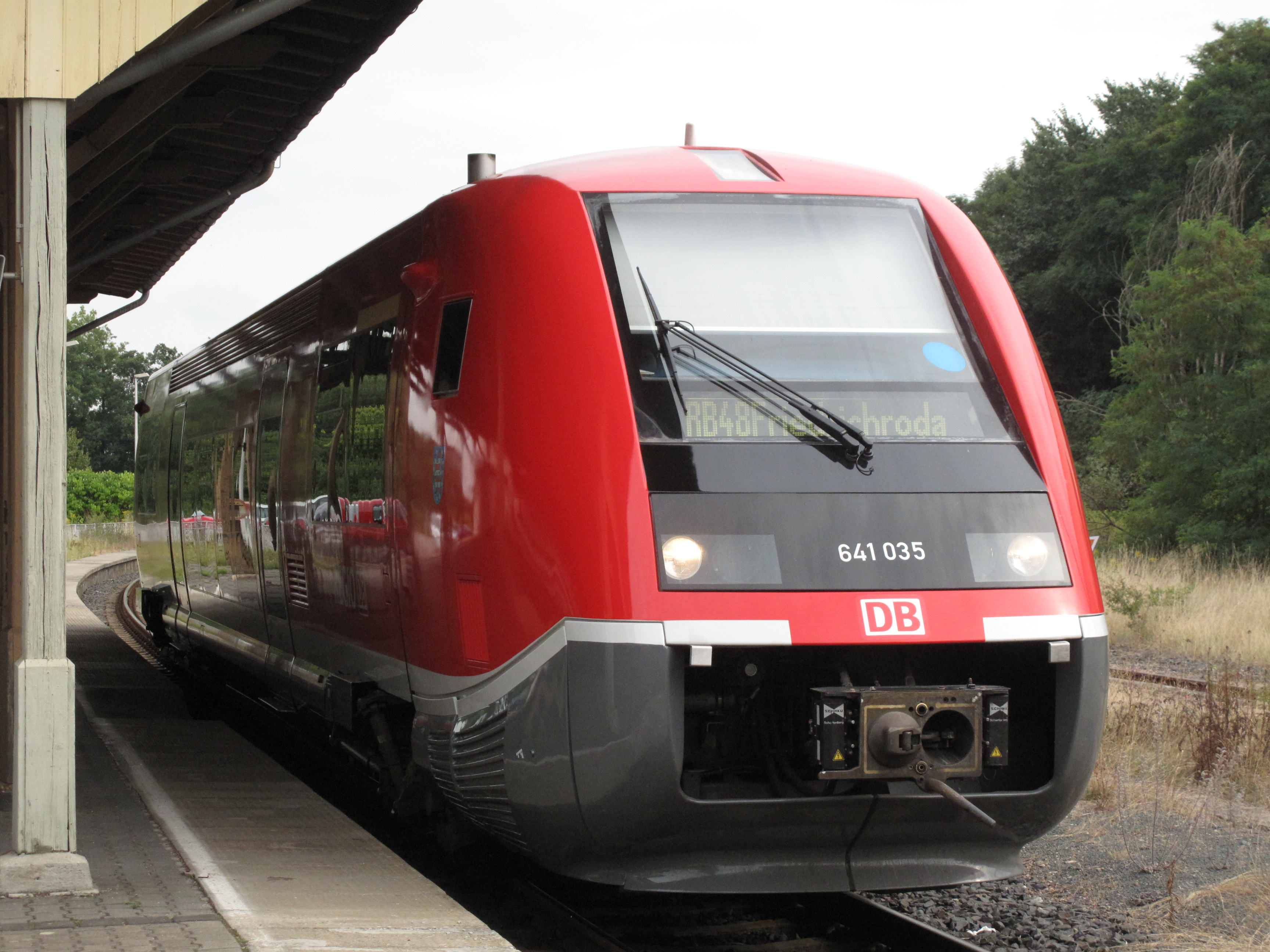
Baureihe 641 im Bahnhof Fröttstädt

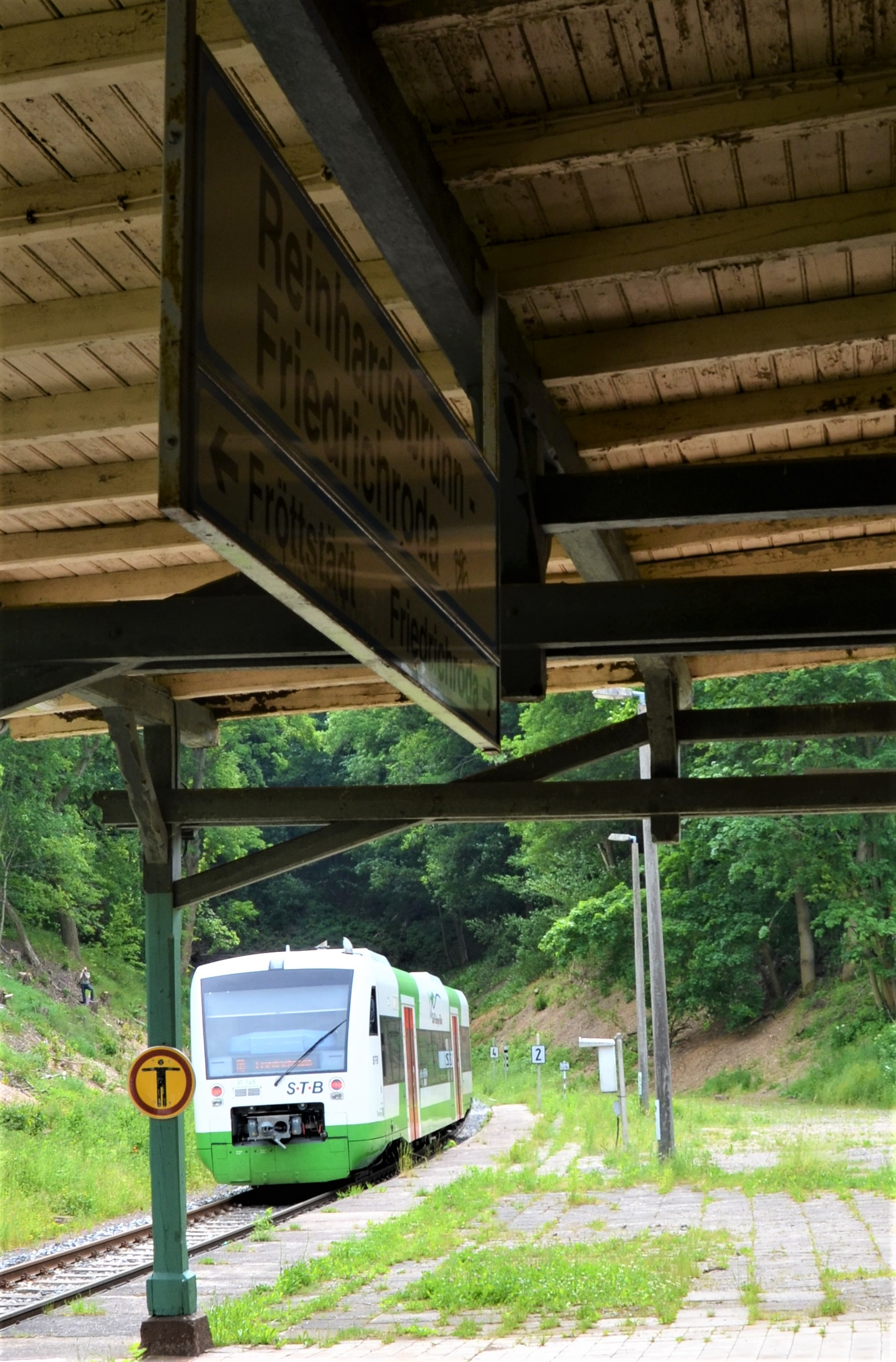
Regio-Shuttle bei der Ausfahrt in Reinhardsbrunn (2021)

In den 1980er Jahren kamen zumeist Doppelstockeinheiten mit einer Diesellok der Baureihe V 100 sowie der Zeit nach dem Mauerfall Triebwagen der Baureihe 772 zum Einsatz. Sie waren zuerst in purpurrot, später – in den Nahverkehrs-Produktfarben der Deutschen Bundesbahn anzutreffen, das heißt Minttürkis/Pastelltürkis/Lichtgrau. DB Regio setzte ab 2002 Triebwagen der Baureihe 641 ein.
Seit Dezember 2017 wird die Strecke von der Süd-Thüringen-Bahn bedient. Es kommt ein Regio-Shuttle zum Einsatz.